# Saints & Strangers
Saints & Strangers is een Amerikaanse miniserie over een aantal Pilgrims die met de Mayflower een reis maakten van Engeland naar Amerika om er zich te vestigen in Plymouth en daar in 1621 hun eerste Thanksgiving vierden. De 2-delige serie ging in première op 22 november 2015 op National Geographic Channel.

## Rolverdeling
- Ray Stevenson als Stephen Hopkins
- Anna Camp als Dorothy Bradford
- Michael Jibson als Myles Standish
- Vincent Kartheiser als William Bradford
- Ron Livingston als John Carver
- Natascha McElhone als Elizabeth Hopkins
- Tatanka Means als Hobbamock
- Brían F. O'Byrne als John Billington, Sr.
- Kalani Queypo als Squanto
- Michael Greyeyes als Canonicus
- Barry Sloane als Edward Winslow
- Raoul Trujillo als Massasoit

## Productie
De inheemse personages in de miniserie spreken West-Abenaki, een taal vergelijkbaar met de taal die zou zijn gesproken door de Wampanoag uit de tijd. National Geographic schakelde een dialectcoach in om de acteurs de taal aan te leren. De miniserie werd opgenomen in Zuid-Afrika. De titelmuziek werd gecomponeerd door Hans Zimmer.

## Nominaties
De belangrijkste:
| Jaar | Prijs                            | Categorie                                          | Genomineerde(n)         | Uitslag       |
| ---- | -------------------------------- | -------------------------------------------------- | ----------------------- | ------------- |
| 2016 | Critics' Choice Television Award | Beste film of miniserie                            | Beste film of miniserie | Niet gewonnen |
| 2016 | Critics' Choice Television Award | Beste mannelijke hoofdrol in een film of miniserie | Vincent Kartheiser      | Niet gewonnen |
| 2016 | Critics' Choice Television Award | Beste mannelijke bijrol in een film of miniserie   | Raoul Max Trujillo      | Niet gewonnen |
| 2016 | Satellite Award                  | Beste miniserie                                    | Beste miniserie         | Niet gewonnen |